# Nelešovice
Nelešovice är en ort i Tjeckien.   Den ligger i regionen Olomouc, i den östra delen av landet, 220 km öster om huvudstaden Prag. Nelešovice ligger 246 meter över havet och antalet invånare är 194.
Terrängen runt Nelešovice är platt.Runt Nelešovice är det tätbefolkat, med 636 invånare per kvadratkilometer. Närmaste större samhälle är Olomouc, 13,6 km nordväst om Nelešovice. Trakten runt Nelešovice består till största delen av jordbruksmark.